# Freweyni Hailu
Freweyni Hailu Gebreezibeher (* 12. Februar 2001) ist eine äthiopische Leichtathletin, die sich auf die Mittelstreckenläufe spezialisiert hat. 2024 feierte sie mit dem Sieg im 1500-Meter-Lauf bei den Hallenweltmeisterschaften in Glasgow ihren bislang größten sportlichen Erfolg.

## Sportliche Laufbahn
Freweyni Gebreezibeher bestritt 2018 ihre ersten Wettkämpfe gegen die internationale Konkurrenz. Nachdem sie Bronze im 800-Meter-Lauf bei den Äthiopischen Meisterschaften gewonnen hatte, trat sie im Juli bei den U20-Weltmeisterschaften im finnischen Tampere an. Als Siegerin ihres Halbfinallaufs zog sie in das Finale ein, das sie in 2:02,80 min auf dem fünften Platz beendete. Im April 2019 trat sie bei den U20-Afrikameisterschaften in der Elfenbeinküste an und verpasste mit Platz vier über 800 Meter knapp die Medaillenränge. Kurz darauf gewann sie die Bronzemedaille bei den Äthiopischen Meisterschaften. Im Juni steigerte sie ihre Bestzeit auf 2:00,95 min und qualifizierte sich für die Afrikaspiele in Rabat. Bei denen trat sie im August an, verpasste allerdings als Fünfte ihres Vorlaufs den Einzug in das Finale. Seit 2020 tritt sie hauptsächlich im 1500-Meter-Lauf an. Nachdem sie 2021 über diese Distanz erneut die Bronzemedaille bei den Äthiopischen Meisterschaften gewinnen konnte, siegte sie Anfang Juni in Hengelo bei den Äthiopischen Ausscheidungswettkämpfen in Weltjahresbestzeit von 3:57,33 min. Damit qualifizierte sie sich für die Olympischen Spiele in Tokio. Einen Monat später steigerte sie in Monaco ihre Bestzeit nochmal bis auf 3:56,28 min. Anfang August trat sie schließlich in Tokio bei den Olympischen Spielen an und erreichte als Zweitplatzierte ihres Halbfinallaufs das Finale. Darin lief sie in 3:57,60 min als Vierte ins Ziel, nachdem sie die Medaillengewinnerinnen im Endspurt nicht mehr erreichen konnte. Im darauf folgenden Jahr gelang ihr bei den Hallenweltmeisterschaften 2022 in Belgrad als Zweite über die 800 Meter mit 2:00,54 min die erste Medaille bei globalen Titelkämpfen.
2022 trat sie im Frühjahr bei den Hallenweltmeisterschaften in Belgrad im 800-Meter-Lauf an. Sie erreichte das Finale und konnte mit neuer Hallenbestzeit von 2:00,54 min die Silbermedaille gewinnen. Im Sommer nahm sie in den USA an ihren ersten Weltmeisterschaften in der Freiluft teil. Sie konnte bis ins Finale über 1500 Meter vordringen, in dem sie den vierten Platz belegte. Ein Jahr später trat er sie in Budapest bei den nächsten Weltmeisterschaften im 5000-Meter-Lauf an, in dem sie Anfang Juni in Paris eine neue Bestzeit lief. Das Finale in Budapest beendete sie auf dem siebten Rang. Kurz darauf gewann sie Anfang Oktober bei den erstmals ausgetragenen Straßenlauf-Weltmeisterschaften im lettischen Riga die Silbermedaille über die Meilendistanz. 
Im Frühjahr 2024 setzte sie sich im 1500-Meter-Lauf bei den Hallenweltmeisterschaften in Glasgow gegen die Konkurrenz durch und feierte damit ihren bislang größten sportlichen Erfolg. Trotz weiterhin starker Leistungen im Laufe der Saison wurde sie weder über 1500, noch über die 5000 Meter vom äthiopischen Verband für die Olympischen Sommerspiele in Paris berücksichtigt. Ein Jahr nach ihrem ersten Hallen-WM-Titel kürte sie sich bei den Hallenweltmeisterschaften in Nanjing auch über 3000 Meter zur Weltmeisterin.

## Wichtige Wettbewerbe
| Jahr                  | Veranstaltung                   | Ort                   | Platz                 | Disziplin             | Zeit                  |
| Startet für Äthiopien | Startet für Äthiopien           | Startet für Äthiopien | Startet für Äthiopien | Startet für Äthiopien | Startet für Äthiopien |
| --------------------- | ------------------------------- | --------------------- | --------------------- | --------------------- | --------------------- |
| 2018                  | U20-Weltmeisterschaften         | Tampere               | 5.                    | 800 m                 | 2:02,80 min           |
| 2019                  | U20-Afrikameisterschaften       | Abidjan               | 4.                    | 800 m                 | 2:06,98 min           |
| 2019                  | Afrikaspiele                    | Rabat                 | 11.                   | 800 m                 | 2:05,73 min           |
| 2021                  | Olympische Spiele               | Tokio                 | 4.                    | 1500 m                | 3:57,60 min           |
| 2022                  | Hallenweltmeisterschaften       | Belgrad               | 2.                    | 800 m                 | 2:00,54 min           |
| 2022                  | Weltmeisterschaften             | Eugene                | 4.                    | 1500 m                | 4:01,28 min           |
| 2023                  | Weltmeisterschaften             | Budapest              | 7.                    | 5000 m                | 14:58,31 min          |
| 2023                  | Straßenlauf-Weltmeisterschaften | Riga                  | 2.                    | Meilenlauf            | 4:23,06 min           |
| 2024                  | Hallenweltmeisterschaften       | Glasgow               | 1.                    | 1500 m                | 4:01,46 min           |
| 2025                  | Hallenweltmeisterschaften       | Nanjing               | 1.                    | 3000 m                | 8:37,21 min           |

## Persönliche Bestleistungen
Freiluft
- 800 m: 1:57,57 min, 20. Juni 2021, Chorzów
- 1500 m: 3:54,16 min, 30. August 2024, Rom
- 1 Meile: 4:14,79 min, 21. Juli 2023, Monaco
- 2000 m: 5:25,86 min, 14. September 2021, Zagreb, (äthiopischer Rekord)
- 3000 m: 8:26,61 min, 16. Juli 2023, Chorzów
- 5000 m: 14:20, 61 min, 25. Mai 2024, Eugene

Halle
- 800 m: 2:00,46 min, 27. Januar 2023, Karlsruhe
- 1500 m: 3:55,28 min, 6. Februar 2024, Toruń
- 1 Meile: 4:17,36 min, 30. Januar 2024, Ostrava
- 3000 m: 8:19,98 min, 13. Februar 2025, Liévin

Straße
- Meilenlauf: 4:23,06 min, 1. Oktober 2023, Riga